# Antoine Fagot
Antoine Fagot (* 24. Juli 1956 in Eupen) ist ein ehemaliger belgischer Fußballspieler. Er stand zuletzt in der Schweiz beim AC Bellinzona unter Vertrag. 
Seine Karriere begann in der Jugend des RFC Union Kelmis. Danach wechselte er in die 2. Fußball-Bundesliga zu Alemannia Aachen, wo er in 62 Spielen 10 Tore erzielte. Nach einem Engagement beim Wuppertaler SV wechselte er schließlich zum VfL Osnabrück, mit dem er sich Anfang der 1980er Jahre für die eingleisige 2. Bundesliga qualifizierte. Nach einer kurzzeitigen Rückkehr nach Belgien wechselte er in die Schweiz zum AC Bellinzona, wo er seine Spielerkarriere ausklingen ließ. Anschließend wurde er Trainer bei unterklassigen Schweizer Vereinen, bis er schließlich zwei Jahre lang beim belgischen Erstligisten KAS Eupen unter Vertrag stand.